# Sebastià Piera i Llobera
Sebastià Piera i Llobera (Santa Maria de Meià, la Noguera, 28 de desembre de 1917 - Ajaccio, Còrsega, 8 de març del 2014) fou un comunista català, membre històric del PSUC.

## Biografia
Fill del matrimoni entre Antoni Piera Pujol i Cecília Llobera Montané. El seu pare fou mestre en el poble de Santa Maria de Meià, Baldomar, Vilanova de la Barca i Vilobí del Penedès. Sebastià inicià els estudis en Dret i es preparà a l'Escola d'Administració de la Generalitat, però la seva carrera formativa es veié truncada per la Guerra Civil espanyola. En acabar la guerra civil es va exiliar a França i va ser retingut al camp de concentració d'Argelers i Sant Cebrià de Rosselló, a la Catalunya del Nord. El 1941 va marxar com a refugiat a Rússia, on s'allistà a l'Exèrcit Roig. Va combatre al front soviètic en la defensa de Moscou i, més tard, al Caucas. A Bakú instruí els obrers dels pous petroliers per ensenyar-los com fer volar els pous en cas que arribessin les tropes de la Wehrmacht. Després a Osetia actuà com a guerriller, per infiltrar-se el 1942 a territori alemany. A finals d'estiu del 1943 el general Soudaplatov el convocà per l'Operació Guadalajara per recomanació de la general del NKVD Caritat Mercader, mare de Ramon Mercader (l'assassí de Trotski). La missió de Piera seria matar el governador militar alemany de Vilna, el general Von Rheitel, i segrestar Emilio Esteban Infantes, general de la Divisió Blava. Tot i que els comunistes espanyols havien saltat en paracaigudes als boscos d'Augustov Liesov, entre Belarús i Lituània, i els soldats d'elit anaven vestits d'uniforme de la Divisió Blava per recopilar informació durant setmanes, a més de conèixer fins i tot quants esglaons hi havia des del carrer al despatx de Von Rheitel, així com tenir decidir que seria Piera qui hauria d'executar-lo; l'operació acabà sent frustrada i es forçà la retirada dels efectius a causa de l'avanç de les tropes soviètiques del primer front belarús, a les ordres del mariscal Rokossovski que havia fet retirar les tropes alemanyes i, per tant, l'operació ja no es pogué realitzar.
En tornar de l'URSS es casà amb Trinitat Revoltó Cervelló (Espluga de Francolí, 22 de febrer de 1915) amb qui va tenir tres fills: Sergi, Joseph i Antoine. El 1947 va tornar clandestinament a Catalunya, on el van detenir juntament amb Joaquim Puig i Pidemunt (el qual afusellaren el 1949). A Sebastià Piera el varen interrogar i torturar la policia franquista sota les ordres del comissari Antonio Juan Creix, que li deformaren la cara permanentment, i acabà ingressant a la presó Model a l'espera de ser jutjat en un consell de guerra col·lectiu en el qual l'acabaren condemnant a tres anys de presó, i aconseguí sortir el juliol de 1948, però poc després el tornaren a detenir per interrogar-lo. Sebastià Piera però aconseguí fugir tres dies després que la policia el cités de nou i anà a Andorra on es trobà amb la seva germana i la seva dona, amb les quals obtingueren documentació per treballar i viure a França. Viuria a París fins que les autoritats franceses el consideraren un espia i fou deportat el 1951 a Còrsega, on tenia casa i hi visqué fins al 1965 subsistint amb diverses feines mentre la seva dona estigué en un taller de confecció. El 1965 se'ls permeté poder sortir de l'illa per visitar parents i amics residents a França.
A la seva biografia El soldat de Pandora escrita per l'historiador Ricard Vinyes criticaria les purgues estalinistes, ja que durant la detenció de l'any 1947 agents de la Segona Bis l'havien amenaçat de liquidar-lo però ordint una mentida en la qual presentarien al PSUC proves falses de la seva "col·laboració amb el franquisme" per així fossin els seus propis companys de partit els que l'executessin. Exiliat a França, la policia espanyola havia procedit amb l'amenaça i Sebastià fou interrogat pels seus companys de partit, els quals desconfiaren d'ell i Sebastià visqué aïllat del PSUC sense rebre'n la solidaritat ni ajuda. La policia francesa a més l'havia desterrat a Còrsega i havia segrestat un dels seus fills durant mesos al sanatori de Banyuls. No seria fins al 1965 amb el nou Secretari General del PSUC, Gregorio López Raimundo, que aquest accediria a revisar el cas de Sebastià Piera i acceptar-lo de nou com a militant del partit. Militància però des de la qual defensaria la Primavera de Praga i condemnaria rotundament la invasió de l'Exèrcit Roig.
Amb la mort del dictador Franco el 1975, Sebastià i Trinitat demanaren el passaport espanyol i tornaren a Catalunya per instal·lar-se a Piera, tot i continuar tenint residència a Còrsega. Rebé diversos reconeixements polítics com ser Membre de la comissió d'honor del PSUC, i també homenatges de part d'Iniciativa per Catalunya Verds l'any 2020 coincidint amb el 74è aniversari del PSUC. I l'any 2004 li fou atorgada la Creu de Sant Jordi.